# Inthason
Inthason (également dénommé Inta Som) (mort en  1749 à Luang Prabang) nom complet:  Somdet Brhat Chao Raja Indra Parama Pavitra Sri Tatana Udana Chakrapatiraja Chao Anga Raja Sri Sadhana Kanayudha  fut de 1723 à 1749, roi du royaume de Luang Prabang.

## Roi de Luang Prabang
Inthasom était le fils cadet du prince  Indra Varman ou c'est-à-dire Enta Prohm Ratsavuth Chao Raja Yudha exécuté pour adultère sur ordre de son père et de son épouse, la princesse Chandra Kumari (Chanta Khuman). Il était donc le frère cadet du roi Kingkitsarath et un petit-fils de Surinyavongsa, le dernier grand roi de Lan Xang.  Éduqué dans le palais royal après avoir appris en 1712 la mort de son frère aîné Kingkitsarath, il marcha sur Luang Prabang, convaincu qu'il avait des droits supérieurs à ceux de son cousin Ong Kham. Au lieu de déclencher une nouvelle guerre civile, les deux opposants s'accordent sur un partage du pouvoir, ce qui entraîne la création de la fonction de vice-roi « Maha Uparat ».
Après un règne conjoint de dix ans, Inthasom lassé de son rôle de subordonné dépose son cousin, qui était à la chasse à Turtle Doves. Les portes de Luang Prabang sont fermées au vieux roi qui se réfugie à Wat Suan Dok où il devient moine. En contrepartie des liens avec la Birmanie, des relations sont établies avec la L'Empire de Chine, auquel Inthasom doit rendre hommage. Les missions correspondantes ont atteint 
l'Empire du Milieu en 1723, 1734 et après sa mort en 1753.
Inthasom prend en 1725 comme épouse la reine (Maha Devi) Dhanasavuni (Taen Sao), auparavant épouse du roi déchu Ong Kham et sa sœur cadette  la reine (Mahadevi) Dhanakama [Taen-Kham], elle aussi épouse de Ong Kham  et enfin Nang Devi Puspa [Thep Boupha], autre épouse de son prédécesseur, qui lui donnent au total dix fils dont neuf lui survivront et dont quatre lui succéderont sur le trône : Intharavongsa, Sotika-Kuomane, Surinyavongsa II et Anurutha ainsi que six filles. Il meurt en 1749.